# Stockton-on-Tees
Stockton-on-Tees es una ciudad del distrito de Stockton-on-Tees, en el condado de Durham (Inglaterra). Su población de acuerdo al censo de 2001 es de 80.060 habitantes. Según el censo de 2011, municipio de Stockton-on-Tees tenía 191.610 habitantes.